# Mortelles en tête
Mortelles en tête est le deuxième tome de la série Grand Vampire paru en 2002. Le scénario et les dessins sont de Joann Sfar et les couleurs d'Audré Jardel.

## Résumé
Au Louvre à Paris, une touriste japonaise rencontre Fernand durant la nuit. Ils flirtent et elle tombe amoureuse de lui après qu'il l'a mordue, mais lui rentre en Lituanie. Là-bas, l'Homme-Arbre se rend compte qu'il est amoureux de Liou, mais il ne sait pas trop quoi dire et comment s'y prendre. Ses amis Michel Douffon et Vincent Ehrenstien lui rendent visite, et peu après Fernand arrive lui aussi. S'ensuit une discussion houleuse entre Fernand et Michel, que Fernand avait surpris avec Liou. Fernand se cogne à une branche en repartant furieux, et Michel et Vincent décident de le ramener chez lui dans leur voiture. En passant par la place Yalioublioutibia, Fernand aperçoit la japonaise à la terrasse d'un café, mais le temps de faire demi-tour elle n'y est plus. Il va tenter de se changer les idées dans le club Vodka à Gogo, mais après des déconvenues avec une jeune fille sous extatiques, il va trouver du réconfort chez Eliaou.

## Personnages
- Fernand
- Une touriste japonaise à Paris.
- Liou : Ex-compagne de Fernand à la vie sentimentale compliquée.
- L'Homme-Arbre : Ami de Fernand, amoureux de Liou.
- Michel Douffon : Ami de l'Homme-Arbre et de Fernand, il a eu une aventure avec Liou, l'ex-compagne de Fernand.
- Vincent Ehrenstein : Ami de Michel Douffon, il est policier à Vilna et adjoint de Humpty Dumty.
- Eliaou : Ancien libraire ayant perdu sa femme et sa fille dans l'incendie de sa libraire par les Cosaques, il a créé un Golem pour se venger mais n'a pas eu le cœur de l'envoyer effectuer sa triste besogne.  Il vit maintenant avec son Golem dans la foret pour ne pas effrayer les villageois.